# 앗싸! 호랑나비
"앗싸! 호랑나비"는 1989년에 개봉한 대한민국의 영화이다.

## 캐스팅
- 김흥국
- 이상택
- 송기윤
- 김형자
- 문성재
- 이효정
- 박인나
- 박진옥
- 문상렬
- 오경민
- 천은경
- 서안나
- 오영화
- 이인옥
- 김기종
- 이석구
- 홍성찬
- 유병완
- 양재원
- 이영길
- 권병준
- 박용팔
- 이경용
- 장인한